# 1-二十一醇
1-二十一醇是一种有机化合物，化学式为C21H44O。它和吡啶氯铬酸盐在二氯甲烷中反应，可以得到二十一醛。它和N-溴代丁二酰亚胺、三苯基膦反应，可以得到1-溴二十一烷。